# Système de désignation des aéronefs militaires de l'US Air Force de 1924 à 1962
En 1924, des problèmes avec le précédent système de désignation ont entraîné une refonte du système de désignation utilisée par l'United States Army Air Service. Ce système devait rester en vigueur avec l'US Army Air Corps, l'US Army Air Forces, et l'US Air Force indépendante, ainsi que pour les avions demeurant au sein de l'U.S. Army après 1947. Moyennant quelques modifications mineures, il est devenu la base du système tri-service de désignation de 1962, lorsque ce système unifié pour l'ensemble des services est entré en vigueur.

## Système de désignation 1924-1962
L'appellation donnée à un aéronef peut être décomposé de fournir des informations sur cet avion. Un exemple hypothétique montre un typique de l'appellation, et ce que chaque section est. Les tableaux ci-dessous indiquent de possibles codes utilisés pour chaque section, ce qui leur signification, et l'époque à laquelle ils ont été utilisés - pas tous les codes ont été en usage à la même époque, et certains codes, comme P pour la "Pursuit" a été modifié en F pour "Fighter" pour un avion donné, alors qu'ils étaient en service, de sorte que le Lockheed P-80 a été rebaptisé F-80. La partie de la désignation, après le sous-type peut être omis dans les conditions normales d'utilisation. Le trait d'union avant le numéro de bloc peut être remplacé par le terme "block", et, dans certains cas, le numéro de bloc peut être omis.
Cette information, ainsi que le nom du service (USAAC, USAAF, USAF), la base (si affecté en permanence) et le numéro de série ont été peints sur le fuselage, à l'avant, sur le côté, sous le cockpit.
| Statut | Mission-Modificateur | Mission- | Modèle | Sous-type | -Numéro De Bloc   | -Installation De Production De Code |
| ------ | -------------------- | -------- | ------ | --------- | ----------------- | ----------------------------------- |
| X      | W                    | B-       | 29     | Un        | -10 ou Bloc de 10 | -BO                                 |

### Préfixe de statut
(généralement appliqué uniquement à des avions spécifiques)
| Code | Sens | Période   |
| ---- | --- | --------- |
| E    | Exemptés de la modification des commandes (prêté à des organismes extérieurs)                            | 1946-1955 |
| G    | Mis à terre de façon permanente (pour l'instruction d'équipage à terre)                                  | 1924-1962 |
| J    | Temporairement modifié pour des essais spéciaux (i.e. : NACA)                                            | 1956-1962 |
| N    | Modifié de manière permanente pour des essais spéciaux (i.e. : NACA)                                     | 1956-1962 |
| R    | Restreint (i.e. pas de voltige, pas de passager ou assimilé)                                             | 1943-1947 |
| X    | Aéronefs expérimentaux ou en développement de pré-production                                             | 1925-1962 |
| Y    | En test de Service attendant les ordres de fabrication                                                   | 1928-1962 |
| Y1   | Financement provenant de source extérieure à l'approvisionnement de l'exercice normal de l'année fiscale | 1931-1936 |
| Z    | Obsolète - Limites en entretien et réparations                                                           | 1928-1962 |

### Préfixe modificateur de mission
Utilisé lorsqu'un aéronef a été modifié pour un rôle différent de celui conçu à l'origine.
| Code | Sens                                    | Période   |
| ---- | --------------------------------------- | --------- |
| C    | Cargo - Transport de fret               | 1943-1962 |
| D    | Directeur (Contrôleur de drone)         | 1948-1962 |
| F    | Photographique                          | 1945-1947 |
| G    | Transport (avion-mère d'avion parasite) | 1948      |
| K    | Furet (renseignement électronique)      | 1944-1947 |
| K    | Citerne                                 | 1949-1962 |
| M    | Médical                                 | 1951-1952 |
| P    | Transport de passagers (uniquement)     | 1948-1962 |
| Q    | Drone Radio Contrôlé                    | 1948-1962 |
| R    | Reconnaissance (Photographique)         | 1948-1962 |
| S    | Recherche et Sauvetage                  | 1948-1962 |
| T    | Entraînement, école                     | 1943-1962 |
| U    | Utilitaire (transport léger)            | 1943-1962 |
| V    | Transport de VIP                        | 1945-1962 |
| W    | Météo                                   | 1948-1962 |

### Lettre de mission
| Code | Meaning                                            | Period    |
| ---- | -------------------------------------------------- | --------- |
| A    | Aerial Target                                      | 1940–1941 |
| A    | Amphibian                                          | 1948–1962 |
| A    | Attack                                             | 1924–1947 |
| AG   | Assault Glider                                     | 1942–1944 |
| AT   | Advanced Trainer                                   | 1925–1947 |
| B    | Bomber                                             | 1925–1962 |
| BC   | Basic Combat                                       | 1936–1940 |
| BG   | Bomb Glider                                        | 1942–1944 |
| BLR  | Bomber, Long Range                                 | 1935–1936 |
| BQ   | Bomb, Controllable (glide bombs & cruise missiles) | 1942–1945 |
| BT   | Basic Trainer                                      | 1930–1947 |
| C    | Cargo                                              | 1925–1962 |
| CG   | Cargo Glider                                       | 1941–1947 |
| CQ   | Target Control                                     | 1942–1947 |
| F    | Fighter                                            | 1948–1962 |
| F    | Photographic                                       | 1930–1947 |
| FG   | Fuel Glider                                        | 1930–1947 |
| FM   | Fighter, Multiplace                                | 1936–1941 |
| G    | Glider                                             | 1948–1962 |
| G    | Gyroplane                                          | 1935–1939 |
| GB   | Glide Bomb                                         | 1942–1947 |
| GT   | Glide Torpedo                                      | 1942–1947 |
| H    | Helicopter                                         | 1948–1962 |
| HB   | Heavy Bomber                                       | 1925–1927 |
| JB   | Jet-Propelled Bomb                                 | 1943–1947 |
| L    | Liaison                                            | 1942–1962 |
| LB   | Light Bomber                                       | 1924–1932 |
| O    | Observation                                        | 1924–1942 |
| OA   | Observation Amphibian                              | 1925–1947 |
| OQ   | Aerial Target (Model Airplane)                     | 1942–1947 |
| P    | Pursuit                                            | 1925–1947 |
| PB   | Pursuit, Biplace                                   | 1935–1941 |
| PG   | Powered Glider                                     | 1943–1947 |
| PQ   | Aerial Target (Man Carrying)                       | 1942–1947 |
| PT   | Primary Trainer                                    | 1925–1947 |
| Q    | Aerial Target                                      | 1948–1962 |
| R    | Reconnaissance                                     | 1948–1962 |
| R    | Rotary Wing                                        | 1941–1947 |
| S    | Supersonic/Special Test                            | 1946–1947 |
| T    | Trainer                                            | 1948–1962 |
| TG   | Training Glider                                    | 1941–1947 |
| U    | Utility                                            | 1952–1962 |
| V    | VTOL or STOL                                       | 1954–1962 |
| X    | Special Research                                   | 1941–1947 |

### Numéro de modèle
En théorie, chaque nouvelle conception dans une Mission spécifique, catégorie, sont numérotées dans l'ordre en commençant à 1, de sorte que la réalisation de modèles sont numérotés 2,3,4 etc. cependant numéros ont parfois été ignorée.

### Sous-type
Des modifications mineures à un concept de base, sont généralement données de manière séquentielle par une lettre désignant le sous-type particulier, en commençant par A et continuant avec B, C, D, etc. En général, aucun sens supplémentaire ne peut être déduit à partir de la lettre du sous-type.

### Numéro de bloc
Analogue pour le numéro de la commande, ceux-ci aident non seulement à identifier quand une cellule a été construit, mais dans certains types de distinguer les changements qui ont eu lieu au cours de la production ne sont pas identifiées par le sous-type lettre, entre le Republic P-47 Thunderbolt, variante cockpit classique ("razorback") et la variante avec canopée en goutte d'eau. Les numéros de blocs sont uniques pour chaque type d'aéronef.

### Code d'installation de production
Chaque usine de production des avions de l'USAAF a été attribué un code à deux lettres pour distinguer le produit d'une installation à partir d'un autre. C'était important parce que les parties ne sont pas toujours interchangeables entre les différentes plantes, et l'avion peut avoir différentes modifications en cours de service.
infos: http://rwebs.net/avhistory/acdesig/usarmy.htm
| Code | Manufacturer                      | Location                     |
| ---- | --------------------------------- | ---------------------------- |
| AD   | Aero Design & Engineering Co.     | Bethany, OK                  |
| AE   | Aeronca                           | Middletown, OH               |
| AG   | Air Glider                        | Akron, OH                    |
| AH   | American Helicopter               | Manhattan Beach, CA          |
| AV   | Avro Canada                       | Montreal, QC, Canada         |
| BA   | Bell                              | Atlanta, GA                  |
| BB   | Babcock Aircraft                  | DeLand, FL                   |
| BC   | Bell Aerosystems                  | Buffalo, NY                  |
| BE   | Bell                              | Buffalo, NT                  |
| BF   | Bell                              | Fort Worth, TX               |
| BH   | Beech                             | Wichita, KS                  |
| BL   | Bellanca                          | New Castle, DE               |
| BN   | Boeing                            | Renton, WA                   |
| BO   | Boeing                            | Seattle, WA                  |
| BR   | Briegleb Sailplane                | Beverley Hills, CA           |
| BS   | Bowlus                            | San Francisco, CA            |
| BU   | Budd                              | Philadelphia, PA             |
| BV   | Boeing-Vertol                     | Morton, PA                   |
| BW   | Boeing                            | Wichita, KS                  |
| CA   | Chase Aircraft                    | West Trenton, NJ             |
| CC   | Canadian Commercial Corp.         | Toronto, ON, Canada          |
| CE   | Cessna                            | Wichita, KS                  |
| CF   | Convair/Consolidated-Vultee       | Fort Worth, TX               |
| CH   | Christopher Aircraft              | St. Louis, MO                |
| CK   | Curtiss-Wright                    | Louisville, KY               |
| CL   | Culver                            | Wichita, KS                  |
| CM   | Commonwealth Aircraft             | Kansas City, MO              |
| CN   | Chase Aircraft                    | Willow Run, MI               |
| CO   | Convair/Consolidated-Vultee       | San Diego, CA                |
| CR   | Cornelius                         | Dayton, OH                   |
| CS   | Curtiss-Wright                    | St. Louis, MO                |
| CU   | Curtiss-Wright                    | Buffalo, NY                  |
| CV   | Chance Vought, Vought             | Dallas, TX                   |
| DA   | Doak Aircraft                     | Torrance, CA                 |
| DC   | Douglas                           | Chicago, IL                  |
| DE   | Douglas                           | El Segundo, CA               |
| DH   | De Havilland Canada               | Toronto, ON, Canada          |
| DJ   | SNCA Sud-Ouest                    | Marignane, France            |
| DK   | Douglas                           | Oklahoma City, OK            |
| DL   | Douglas                           | Long Beach, CA               |
| DM   | Doman Helicopter                  | Danbury, CT                  |
| DO   | Douglas                           | Santa Monica, CA             |
| DT   | Douglas                           | Tulsa, OK                    |
| FA   | Fairchild                         | Hagerstown, MD               |
| FB   | Fairchild                         | Burlington, NC               |
| FE   | Fleet                             | Fort Erie, ON, Canada        |
| FL   | Fleetwings                        | Bristol, PA                  |
| FO   | Ford                              | Willow Run, MI               |
| FR   | Frankfort                         | Joliet, IL                   |
| FS   | Firestone                         | Los Angeles, CA              |
| FT   | Fletcher Aviation                 | Pasadena, CA                 |
| GA   | G & A Aircraft                    | Willow Grove, PA             |
| GC   | General Motors (Fisher)           | Cleveland, OH                |
| GE   | General Aircraft                  | Astoria, Long Island, NY     |
| GF   | Globe                             | Fort Worth, TX               |
| GK   | General Motors                    | Kansas City, KS              |
| GM   | General Motors (Fisher)           | Detroit, MI                  |
| GN   | Gibson Refrigerator               | Greenville, MI               |
| GO   | Goodyear Aircraft                 | Akron, OH                    |
| GR   | Grumman                           | Bethpage, Long Island, NY    |
| GT   | Grand Central Aircraft Eng.       | Tucson, AZ                   |
| GY   | Gyrodyne Co., of America          | St. James, Long Island, NY   |
| HE   | Helio                             | Norwood, MA                  |
| HI   | Higgins Aircraft                  | New Orleans, LA              |
| HI   | Hiller                            | Palo Alto, CA                |
| HO   | Howard Aircraft                   | Chicago, IL                  |
| HP   | Handey Page                       | Radlett, Herts, UK           |
| HS   | Hawker Siddeley Aviation          | Kingston, Surrey, UK         |
| HU   | Hughes Aircraft                   | Culver City & San Diego CA   |
| IN   | Interstate A. & Eng.              | El Segundo, CA               |
| KA   | Kaman                             | Windsor Locks, CT            |
| KE   | Kellet                            | Philadelphia, PA             |
| KM   | Kaiser Manufacturing              | Willow Run, MI               |
| LK   | Laister-Kauffman                  | St. Louis, MO                |
| LM   | Lockheed Aircraft                 | Marietta, GA                 |
| LO   | Lockheed Aircraft                 | Burbank, CA                  |
| MA   | Martin                            | Baltimore, MD                |
| MC   | McDonnell                         | St. Louis, MO                |
| MD   | Martin                            | Baltimore, MD                |
| MF   | Martin                            | Orlando, FL                  |
| MH   | McCulloch Motors                  | Los Angeles, CA              |
| MM   | McDonnell                         | Memphis, TN                  |
| MO   | Martin                            | Omaha, NE                    |
| NA   | North American                    | Inglewood, CA                |
| NC   | North American                    | Kansas City, KS              |
| ND   | Noorduyn Aviation                 | Montreal, QC, Canada         |
| NF   | North American                    | Fresno, CA                   |
| NH   | North American                    | Columbus, OH                 |
| NI   | North American                    | Downey, CA                   |
| NK   | Nash-Kelvinator                   | Detroit, MI                  |
| NO   | Northrop                          | Hawthorne, CA                |
| NT   | North American                    | Dallas, TX                   |
| NW   | Northwestern Aeronautical Co.     | St. Paul, MN                 |
| OM   | On Mark Engineering               | Van Nuys, CA                 |
| PA   | Piper                             | Lock Haven, PA               |
| PH   | Piasecki                          | Morton, PA                   |
| PI   | Piper                             | Lockhaven, PA                |
| PI   | Piasecki                          | Philadelphia, PA             |
| PL   | Platt-LePage                      | Eddystone, PA                |
| PR   | Pratt, Read & Co.                 | Deep River, CT               |
| RA   | Republic                          | Evansville, IN               |
| RD   | Read-York                         | Kenosha, WI                  |
| RE   | Republic                          | Farmingdale, Long Island, NY |
| RI   | Ridgefield Mfg.                   | Ridgeville, NJ               |
| RO   | Robertson Aircraft                | St. Louis, MO                |
| RP   | The Radioplane Co.                | Van Nuys, CA                 |
| RY   | Ryan Aeronautical                 | San Diego, CA                |
| SA   | Stroukoff                         | West Trenton, NJ             |
| SE   | Seibel Helicopter                 | Wichita, KS                  |
| SI   | Sikorsky Aircraft                 | Stratford, CT                |
| SL   | St. Louis Aircraft                | St. Louis, MO                |
| SP   | Spartan                           | Tulsa, OK                    |
| SW   | Schweizer                         | Elmira, NY                   |
| TA   | Taylorcraft                       | Alliance, OH                 |
| TE   | Temco                             | Dallas, TX                   |
| TG   | Texas Engineering & Manufacturing | Greenville, TX               |
| TI   | Timm                              | Van Nuys, CA                 |
| TP   | Texas Engineering & Manufacturing | Grand Prairie, TX            |
| UH   | United Helicopter                 | Palto Alto, CA               |
| UN   | Universal Molded Products         | Bristol, VA                  |
| VE   | Vega Aircraft Corp.               | Burbank, CA                  |
| VI   | Canadian Vickers                  | Montreal, Canada             |
| VL   | Vertol Aircraft                   | Morton, PA                   |
| VN   | Vultee                            | Nashville, TN                |
| VO   | Chance Vought                     | Dallas, TX                   |
| VU   | Vultee                            | Downey, CA                   |
| VW   | Vultee                            | Wayne, MI                    |
| WA   | Ward Furniture Co.                | Fort Smith, AK               |
| WI   | Wichita Engineering               | Wichita Falls, TX            |
| WO   | Waco                              | Troy, OH                     |

### Exceptions
Les avions commandés par des gouvernements étrangers, mais pris en charge par le gouvernement américain ont souvent utilisé des désignations internes de fabricant plutôt que la désignation utilisée pour des avions commandés par le gouvernement  américain ; ainsi le Consolidated LB-30 était un B-24 commandé par les Britanniques, mais non livré, et le Vultee V. 77 a été de même un AT-19.

## Liste des avions

### Attaque au sol
| Designation     | Nom       | Constructeur                      | Remarques                                                           |
| --------------- | --------- | --------------------------------- | ------------------------------------------------------------------- |
| A-1 non assigné |           |                                   |                                                                     |
| XA-2            |           | Douglas Aircraft Company          |                                                                     |
| A-3             | Falcon    | Curtiss-Wright Corporation        | Version d'attaque au sol de l'O-1B                                  |
| XA-4            | Falcon    | Curtiss-Wright Corporation        | Version remotorisée du A-3                                          |
| A-5             | Falcon    | Curtiss-Wright Corporation        | Version remotorisée du A-3                                          |
| A-6             | Falcon    | Curtiss-Wright Corporation        | Version remotorisée du A-3                                          |
| XA-7            |           | Fokker                            |                                                                     |
| A-8             | Shrike    | Curtiss-Wright Corporation        |                                                                     |
| Y1A-9           |           | Lockheed                          | Version d'attaque au sol du chasseur YP-24                          |
| YA-10           | Shrike    | Curtiss-Wright Corporation        |                                                                     |
| A-11            |           | Lockheed                          | Dérivé du Consolidated P-30                                         |
| A-12            | Shrike    | Curtiss-Wright Corporation        |                                                                     |
| YA-13           |           | Northrop                          | Version du Northrop Gamma                                           |
| XA-14           |           | Curtiss-Wright Corporation        |                                                                     |
| A-15            |           | Glenn L. Martin Company           | Version d'attaque au sol du B-10                                    |
| XA-16           |           | Northrop                          | Nouvelle désignation du YA-13 après modifications                   |
| A-17            |           | Northrop                          | Version du Northrop Gamma                                           |
| A-18            | Shrike    | Curtiss-Wright Corporation        |                                                                     |
| A-19            |           | Vultee Aircraft                   | Version du Vultee V-11                                              |
| A-20            | Havoc     | Douglas Aircraft Company          |                                                                     |
| XA-21           |           | Stearman Aircraft                 |                                                                     |
| XA-22           |           | Glenn L. Martin Company           | Désignation du Martin 167 Maryland                                  |
| A-23            | Baltimore | Glenn L. Martin Company           | Désignation initiale du Martin A-30                                 |
| A-24            | Banshee   | Douglas Aircraft Company          | Désignation par l'USAAF du SBD Dauntless, redésigné F-24 après 1948 |
| A-25            | Shrike    | Curtiss-Wright Corporation        | Version du Curtiss SB2C Helldiver                                   |
| A-26            | Invader   | Douglas Aircraft Company          | Redésigné B-26 après 1948                                           |
| A-27            |           | North American                    | Désignation des North American NA-69 réquisitionnés par l'USAAC     |
| A-28            |           | Lockheed                          | Désignation du Lockheed Hudson                                      |
| A-29            |           | Lockheed                          | Désignation du Lockheed Hudson                                      |
| A-30            | Baltimore | Glenn L. Martin Company           | Redésignation initiale du Martin A-23                               |
| A-31            | Vengeance | Vultee Aircraft                   |                                                                     |
| XA-32           |           | Brewster Aeronautical Corporation |                                                                     |
| A-33            |           | Douglas Aircraft Company          | Version améliorée du Northrop A-17                                  |
| A-34            | Bermuda   | Brewster Aeronautical Corporation |                                                                     |
| A-35            | Vengeance | Vultee Aircraft                   |                                                                     |
| A-36            | Apache    | North American                    |                                                                     |
| XA-37           |           | Hughes Aircraft                   | Nouvelle désignation du XP-73                                       |
| XA-38           | Grizzly   | Beechcraft                        |                                                                     |
| A-39            |           | Kaiser-Fleetwings                 |                                                                     |
| A-40            |           | Curtiss-Wright Corporation        | Désignation envisagée par l'USAAF pour le Curtiss XBTC              |
| XA-41           |           | Vultee Aircraft                   |                                                                     |
| XA-42           | Mixmaster | Douglas Aircraft Company          | Reclassé en bombardier sous la désignation XB-42                    |
| XA-43           | Blackhawk | Curtiss-Wright Corporation        | Devient le chasseur Curtiss-Wright XF-87                            |
| XA-44           |           | Convair                           | Reclassé en bombardier sous la désignation XB-53                    |
| XA-45           | Trijet    | Glenn L. Martin Company           | Reclassé en bombardier sous la désignation XB-51                    |

### Bombardiers

#### Séquence principale
| Designation | Nom             | Constructeur                      | Remarques                                                                     |
| ----------- | --------------- | --------------------------------- | ----------------------------------------------------------------------------- |
| XB-1        |                 | Keystone                          |                                                                               |
| B-2         | Condor          | Curtiss                           |                                                                               |
| B-3         | Panther         | Keystone                          | Redésignation du LB-10                                                        |
| B-4         | Panther         | Keystone                          | Redésignation du LB-13                                                        |
| B-5         | Panther         | Keystone                          | Redésignation du LB-14                                                        |
| B-6         | Panther         | Keystone                          | Redésignation du LB-13                                                        |
| Y1B-7       |                 | Douglas Aircraft Company          | Resésignation du XO-36                                                        |
| XB-8        |                 | Fokker                            | Redésignation du XO-27                                                        |
| B-9         | Death Angel     | Boeing                            | Développement du Monomail                                                     |
| B-10        |                 | Glenn L. Martin Company           |                                                                               |
| YB-11       |                 | Douglas Aircraft Company          | Redésignation du YO-44, ultérieurement redésigné YOA-5                        |
| B-12        |                 | Glenn L. Martin Company           | Développement du B-10                                                         |
| YB-13       |                 | Glenn L. Martin Company           | Développement du B-10                                                         |
| XB-14       |                 | Glenn L. Martin Company           | Développement du B-10                                                         |
| XB-15       | Grandpappy      | Boeing                            | Redésignation du XBLR-1, ultérieurement converti en avion de transport XC-105 |
| XB-16       |                 | Glenn L. Martin Company           |                                                                               |
| B-17        | Flying Fortress | Boeing                            |                                                                               |
| B-18        | Bolo            | Douglas Aircraft Company          |                                                                               |
| XB-19       |                 | Douglas Aircraft Company          | Redésignation du XBLR-2                                                       |
| Y1B-20      |                 | Boeing                            |                                                                               |
| XB-21       |                 | North American                    |                                                                               |
| XB-22       |                 | Douglas Aircraft Company          | Version remotorisée du B-18                                                   |
| B-23        | Dragon          | Douglas Aircraft Company          |                                                                               |
| B-24        | Liberator       | Consolidated Aircraft Corporation |                                                                               |
| B-25        | Mitchell        | North American                    |                                                                               |
| B-26        | Marauder        | Glenn L. Martin Company           |                                                                               |
| XB-27       |                 | Glenn L. Martin Company           |                                                                               |
| XB-28       |                 | North American                    |                                                                               |
| B-29        | Superfortress   | Boeing                            |                                                                               |
| XB-30       |                 | Lockheed                          | Version bombardier du Constellation                                           |
| XB-31       |                 | Douglas Aircraft Company          |                                                                               |
| B-32        | Dominator       | Consolidated Aircraft Corporation |                                                                               |
| XB-33       | Super Marauder  | Glenn L. Martin Company           |                                                                               |
| B-34        | Lexington       | Lockheed                          | Version du Lockheed Ventura                                                   |
| YB-35       | Flying Wing     | Northrop Corporation              |                                                                               |
| B-36        | Peacemaker      | Convair                           |                                                                               |
| B-37        | Lexington       | Lockheed                          | Version du Lockheed Ventura, redésigné O-56                                   |
| XB-38       | Flying Fortress | Boeing                            | Désignation d'un B-17E remotorisé                                             |
| XB-39       | Superfortress   | Boeing                            | Désignation d'un XB-29 remotorisé                                             |
| YB-40       | Flying Fortress | Boeing                            | Bombardiers B-17 transformés en chasseurs d'escorte                           |
| XB-41       | Liberator       | Consolidated Aircraft Corporation | Bombardier B-24 transformé en chasseur d'escorte                              |
| XB-42       | Mixmaster       | Douglas                           | Rédésignation de l'avion d'attaque au sol XA-42                               |
| XB-43       | 'Jetmaster      | Douglas                           |                                                                               |
| XB-44       | Superfortress   | Boeing                            | Nouvelle désignation du B-29D                                                 |
| B-45        | Tornado         | North American                    |                                                                               |
| XB-46       |                 | Consolidated Aircraft Corporation |                                                                               |
| B-47        | Stratojet       | Boeing                            |                                                                               |
| XB-48       |                 | Glenn L. Martin Company           |                                                                               |
| YB-49       | Flying Wing     | Northrop Corporation              | Ailes volantes YB-35 remotorisées avec des turboréacteurs                     |
| B-50        | Superfortress   | Boeing                            | Version de production du XB-44                                                |
| XB-51       | Trijet          | Glenn L. Martin Company           |                                                                               |
| B-52        | Stratofortress  | Boeing                            |                                                                               |
| XB-53       |                 | Convair                           |                                                                               |
| B-54        |                 | Boeing                            | Projet de version améliorée du B-50                                           |
| XB-55       |                 | Boeing                            |                                                                               |
| B-56        |                 | Boeing                            | Projet de version remotorisée du B-47                                         |
| B-57        | Intruder        | English Electric/Martin           |                                                                               |
| B-58        | Hustler         | Convair                           |                                                                               |
| B-59        |                 | Boeing                            | Étude sur fuselage                                                            |
| B-60        |                 | Convair                           |                                                                               |
| B-61        | Matador         | Glenn L. Martin Company           | Missile                                                                       |
| B-62        | Snark           | Northrop                          | Missile                                                                       |
| B-63        | Rascal          | Boeing                            | Missile                                                                       |
| B-64        | Navaho          | North American                    | Missile                                                                       |
| B-65        | Atlas           | Convair                           | Missile SM-65                                                                 |
| B-66        | Destroyer       | Douglas                           | RB-66                                                                         |
| B-67        | Crossbow        | Northrop                          | Leurre                                                                        |
| B-68        | Titan I         | Glenn L. Martin Company           | Missile SM-68 - MGM-25                                                        |
| B-69        | Neptune         | Lockheed                          | PV2                                                                           |
| XB-70       | Walkirie (1)    | North American                    |                                                                               |
| B-71        | Réservé (1)     |                                   | Devient SR-71                                                                 |
| B-72        | Quail           | McDonnell Douglas                 | Leurre GAM-72/ADM-20                                                          |
| B-73        | Bull Goose      | Fairchild                         | Leurre SM-73                                                                  |
| B-74        |                 | Désignation Sautée                |                                                                               |
| B-75        | Thor            | Douglas                           | Missile SM-75/PGM-17/CGM-13                                                   |
| B-76        | Mace            | Martin                            | Missile                                                                       |
| B-77        | Hound Dog       | North American                    | Missile AGM-28                                                                |
| B-78        | Jupiter         | Chrysler                          | Missile SM-78/PMG 19                                                          |
|             |                 |                                   |                                                                               |
| B-80        | Minuteman       | Boeing                            | Missile                                                                       |
|             |                 |                                   |                                                                               |
|             |                 |                                   |                                                                               |
| B-83        | Bullpup         | Martin                            | Missile                                                                       |
|             |                 |                                   |                                                                               |
|             |                 |                                   |                                                                               |
| B-87        | Skybolt         | Douglas                           | Missile AGM-48                                                                |

Une désignation particulière est envisagée pour quelque temps. En pleine guerre froide, l'USAF décide de modifier son programme A-11/12 et F-12 et B-70 au vu du potentiel des appareils. La désignation RS (Reconnaissance Strike) est annoncée pour le RS-70 Walkyrie et le RS-71 Blackbird mais jamais retenue.
De 1947 à 1955 l'USAF utilise la lettre B pour désigner ces missiles sol-sol. Vers 1956 la plupart des missiles sont renommés SM-XX, jusqu'en 1962

#### Bombardiers à long rayon d'action
| Designation | Constructeur             | Remarques                    |
| ----------- | ------------------------ | ---------------------------- |
| XBLR-1      | Boeing                   | Désignation changée en XB-15 |
| XBLR-2      | Douglas Aircraft Company | Désignation changée en XB-19 |
| XBLR-3      | Sikorsky                 | Projet abandonné             |

### Avions de transport
| Designation                 | Nom               | Constructeur                    | Remarques                                                                 |
| --------------------------- | ----------------- | ------------------------------- | ------------------------------------------------------------------------- |
| C-1                         |                   | Douglas Aircraft Company        |                                                                           |
| C-2                         |                   | Fokker                          | Version du Fokker F.VII                                                   |
| C-3                         |                   | Ford                            | Version du Ford Trimotor                                                  |
| C-4                         |                   | Ford                            | Version du Ford Trimotor                                                  |
| C-5                         |                   | Fokker                          | Version du Fokker F.10                                                    |
| C-6                         |                   | Sikorsky                        | Version du Sikorsky S-38                                                  |
| C-7                         |                   | Fokker                          | Version du Fokker F.10                                                    |
| C-8                         |                   | Fairchild                       | Version du Fairchild 71                                                   |
| C-9                         |                   | Ford                            | Version du Ford Trimotor                                                  |
| XC-10                       |                   | Curtiss                         | Version du Curtiss Robin                                                  |
| Y1C-11                      |                   | Consolidated                    | Version du Consolidated Fleetster                                         |
| Y1C-12                      |                   | Lockheed                        | Version du Lockheed Vega                                                  |
| C-13 non assigné            |                   |                                 |                                                                           |
| Y1C-14                      |                   | Fokker                          | Version du Fokker F.14                                                    |
| Y1C-15                      |                   | Fokker                          | Version du Fokker F.14                                                    |
| Y1C-16                      |                   | Fokker                          | Version du Fokker F.11                                                    |
| Y1C-17                      |                   | Lockheed                        | Version du Lockheed Vega                                                  |
| Y1C-18                      | Monomail          | Boeing                          | Désignation du Boeing Monomail                                            |
| Y1C-19                      |                   | Northrop                        | Désignation du Northrop Alpha                                             |
| YC-20                       |                   | Fokker                          | Désignation du Fokker F.32                                                |
| Y1C-21                      |                   | Douglas                         | Version du Douglas Dolphin                                                |
| Y1C-22                      |                   | Consolidated                    | Version du Consolidated Fleetster                                         |
| C-23                        |                   | Lockheed                        | Désignation du Lockheed Altair                                            |
| Y1C-24                      |                   | Fairchild                       | Désignation du Fairchild 100                                              |
| Y1C-25                      |                   | Lockheed                        | Désignation du Lockheed Altair                                            |
| C-26                        |                   | Douglas                         | Version du Douglas Dolphin                                                |
| C-27                        |                   | AviaBellanca Aircraft           | Version du Bellanca Aircruiser                                            |
| C-28                        |                   | Sikorsky                        | Désignation du Sikorsky S-39                                              |
| C-29                        |                   | Douglas                         | Version du Douglas Dolphin                                                |
| YC-30                       | Condor II         | Curtiss                         | Désignation du Curtiss T-32                                               |
| XC-31                       |                   | Kreider-Reisner                 |                                                                           |
| C-32                        |                   | Douglas                         | Désignation du Douglas DC-2                                               |
| C-33                        |                   | Douglas                         | Désignation du Douglas DC-2                                               |
| C-34                        |                   | Douglas                         | Désignation du Douglas DC-2                                               |
| XC-35                       |                   | Lockheed                        |                                                                           |
| C-36                        | Electra           | Lockheed                        | Désignation du Lockheed L-10 Electra                                      |
| C-37                        | Electra           | Lockheed                        | Désignation du Lockheed L-10 Electra                                      |
| C-38                        |                   | Douglas                         | Désignation du Douglas DC-2                                               |
| C-39                        |                   | Douglas                         | Désignation du Douglas DC-2                                               |
| C-40                        | Electra Junior    | Lockheed                        | Désignation du Lockheed L-12 Electra Junior                               |
| C-41                        |                   | Douglas                         | Deux DC-3 livrés à l'USAAC                                                |
| C-42                        |                   | Douglas                         | Désignation du Douglas DC-2                                               |
| UC-43                       | Traveler          | Beechcraft                      | Désignation du Beechcraft Model 17 Staggerwing                            |
| XC-44                       |                   | Messerschmitt                   | Désignation d'un Messerschmitt Bf 108 Taifun acheté par les États-Unis    |
| C-45                        | Expeditor         | Beechcraft                      | Version du Beechcraft Model 18                                            |
| C-46                        | Commando          | Curtiss                         |                                                                           |
| C-47                        | Skytrain          | Douglas                         | Version de transport militaire du Douglas DC-3                            |
| C-48                        |                   | Douglas                         | Désignation d'une version du Douglas DC-3                                 |
| C-49                        |                   | Douglas                         | Désignation d'une version du Douglas DC-3                                 |
| C-50                        |                   | Douglas                         | Désignation d'une version du Douglas DC-3                                 |
| C-51                        |                   | Douglas                         | Désignation d'une version du Douglas DC-3                                 |
| C-52                        |                   | Douglas                         | Désignation d'une version du Douglas DC-3                                 |
| C-53                        | Skytrooper        | Douglas                         | Version de transport militaire du Douglas DC-3                            |
| C-54                        | Skymaster         | Douglas                         | Désignation militaire du Douglas DC-4                                     |
| C-55                        | Commando          | Curtiss                         | Désignation du prototype Curtiss CW-20, plus tard redésigné XC-46         |
| C-56                        | Lodestar          | Lockheed                        | Désignation militaire du Lockheed L-18 Lodestar                           |
| C-57                        | Lodestar          | Lockheed                        | Désignation militaire du Lockheed L-18 Lodestar                           |
| C-58                        | Bolo              | Douglas                         | Bombardiers B-18 convertis en avions de transport                         |
| C-59                        | Lodestar          | Lockheed                        | Désignation militaire du Lockheed L-18 Lodestar                           |
| C-60                        | Lodestar          | Lockheed                        | Désignation militaire du Lockheed L-18 Lodestar                           |
| UC-61                       |                   | Fairchild                       | Désignation militaire du Fairchild 24                                     |
| XC-62                       |                   | Weaver Aircraft Company of Ohio |                                                                           |
| C-63                        |                   | Lockheed                        | Désignation du Lockheed Hudson                                            |
| C-64                        |                   | Noorduyn                        | Version du Noorduyn Norseman adaptée aux besoins de l'USAAF               |
| XC-65                       | Skycar            | Stout Engineering Laboratory    | Désignation de la Stout Skycar II pour évaluation par l'USAAF             |
| C-66                        | Lodestar          | Lockheed                        | Désignation militaire du Lockheed L-18 Lodestar                           |
| UC-67                       | Dragon            | Douglas                         | Bombardiers B-23 convertis en avions de transport                         |
| C-68                        |                   | Douglas                         | Désignation d'une version du Douglas DC-3                                 |
| C-69                        | Constellation     | Lockheed                        | Désignation militaires des L-049, L-349 et L-549                          |
| UC-70                       |                   | Howard Aircraft Corporation     | Désignation du Howard DGA-15                                              |
| UC-71                       |                   | Spartan Aircraft Company        | Désignation militaire du Spartan Executive                                |
| UC-72                       |                   | Weaver Aircraft Company of Ohio |                                                                           |
| C-73                        |                   | Boeing                          | Désignation militaire du Boeing 247                                       |
| C-74                        | Globemaster       | Douglas                         |                                                                           |
| C-75                        | Stratoliner       | Boeing                          | Désignation militaire des Boeing 307 Stratoliner réquisitionnés           |
| C-76                        | Caravan           | Curtiss-Wright Corporation      |                                                                           |
| UC-77                       |                   | Cessna                          | Désignation militaires des Cessna DC-6 utilisés par l'USAAC               |
| UC-78                       | Bobcat            | Cessna                          | Version de transport militaire du Cessna T-50                             |
| C-79                        |                   | Junkers                         | Désignation d'un Junkers Ju 52 utilisé par l'USAAF                        |
| UC-80                       |                   | Harlow Aircraft Corp            | Désignation des Harlow PJC-2 réquisitionnés par l'USAAF                   |
| UC-81                       |                   | Stinson Aircraft Company        | Désignation militaire du Stinson Reliant                                  |
| C-82                        | Packet            | Fairchild                       |                                                                           |
| UC-83                       |                   | Piper Aircraft                  | Désignation de deux Piper J3L Cub                                         |
| C-84                        |                   | Douglas                         | Désignation d'une version du Douglas DC-3                                 |
| UC-85                       | Orion             | Lockheed                        | Désignation militaires d'un Lockheed L-9                                  |
| UC-86                       |                   | Fairchild                       | Désignation militaire du Fairchild 24                                     |
| C-87                        | Liberator Express | Consolidated                    | Version de transport du B-24 Liberator                                    |
| UC-88                       |                   | Fairchild                       | Désignation de deux Fairchild Model 45 utilisés par l'USAAF               |
| UC-89                       |                   | Hamilton Metalplane             | Désignation d'un Hamilton H-47 utilisés par l'armée des États-Unis        |
| UC-90                       |                   | Luscombe Aircraft               | Désignation d'un Luscombe 8 utilisé par l'USAAF                           |
| C-91                        |                   | Stinson                         | Désignation d'un Stinson SM-6000 utilisé par l'USAAF                      |
| UC-92                       |                   | Funk Aircraft Company           | Désignation d'un Funk B utilisé par l'USAAF                               |
| C-93                        |                   | Budd Company                    | Désignation militaire du Budd RB Conestoga                                |
| UC-94                       |                   | Cessna                          | Désignation de trois Cessna C-165 réquisitionnés par l'USAAF              |
| UC-95                       |                   | Taylorcraft Aviation            | Désignation d'un Taylorcraft L-2 utilisé par l'armée des États-Unis       |
| UC-96                       |                   | Fairchild                       | Désignation de trois Fairchild FC-2 requisitionnés par l'USAAF            |
| C-97                        | Stratofreighter   | Boeing                          | Désignation du Boeing 367                                                 |
| C-98                        | Clipper           | Boeing                          | Désignation des Boeing 314 utilisés par l'USAAF                           |
| XC-99                       |                   | Convair                         |                                                                           |
| UC-100                      |                   | Northrop                        | Désignation d'un Northrop Gamma utilisé par l'USAAC                       |
| UC-101                      |                   | Lockheed                        | Version du Lockheed Vega                                                  |
| UC-102                      |                   | Rearwin Aircraft & Engines      | Désignation de deux Rearwin Sportster utilisés par l'armée des États-Unis |
| UC-103                      |                   | Grumman                         | Désignation des deux Grumman G-32 utilisés par l'USAAF                    |
| C-104                       | Lodestar          | Lockheed                        | Désignation militaire du Lockheed L-18 Lodestar                           |
| XC-105                      | Grandpappy        | Boeing                          | Reconversion du bombardier XB-15 en avion de transport                    |
| C-106                       | Loadmaster        | Cessna                          |                                                                           |
| XC-107                      | Skycar            | Stout Engineering Laboratory    | Désignation de la Stout Skycar III pour évaluation par l'USAAF            |
| XC-108                      | Flying Fortress   | Boeing                          | Bombardiers B-17 convertis en avions de transport                         |
| C-109                       | Liberator         | Consolidated                    | Bombardiers B-24 convertis pour le transport de carburant                 |
| C-110                       |                   | Douglas                         | Désignation attribuée à trois Douglas DC-5 achetés par l'USAAF            |
| C-111                       | Super Electra     | Lockheed                        | Désignation attribuée à trois Lockheed L-14 Super Electra                 |
| XC-112                      |                   | Douglas                         | Version améliorée du C-54 qui sert de prototype au Douglas DC-6           |
| XC-113                      | Commando          | Curtiss                         | Désignation d'un C-46G remotorisé                                         |
| XC-114                      | Skymaster         | Douglas                         | Version militaire du Douglas DC-4                                         |
| XC-115                      | Skymaster         | Douglas                         | Version militaire du Douglas DC-4                                         |
| YC-116                      | Skymaster         | Douglas                         | Version militaire du Douglas DC-4                                         |
| C-117                       |                   | Douglas                         | Désignations attribuées à des DC-3, des C-47 et des R4D                   |
| C-118                       |                   | Douglas                         | Désignation militaire du Douglas DC-6                                     |
| C-119                       | Flying Boxcar     | Fairchild                       |                                                                           |
| XC-120                      | Packplane         | Fairchild                       | Modification d'un C-119                                                   |
| C-121                       | Constellation     | Lockheed                        | Désignation militaire des L-749, L-1049 et L-1249                         |
| YC-122                      | Avitruc           | Chase Aircraft Company          |                                                                           |
| C-123                       | Provider          | Fairchild                       |                                                                           |
| C-124                       | Globemaster II    | Douglas                         |                                                                           |
| YC-125                      | Raider            | Northrop                        |                                                                           |
| LC-126                      |                   | Cessna                          |                                                                           |
| C-127                       | Globemaster II    | Douglas                         | Désignation initiale du YB-124B                                           |
| C-128                       | Packplane         | Fairchild                       | Version de production du XC-120                                           |
| YC-129                      | Skytrain          | Douglas                         | Désignation du prototype du Super DC-3                                    |
| C-130                       | Hercules          | Lockheed                        |                                                                           |
| C-131                       | Samaritan         | Convair                         |                                                                           |
| XC-132                      |                   | Douglas                         |                                                                           |
| C-133                       | Cargomaster       | Douglas                         |                                                                           |
| YC-134                      |                   | Stroukoff Aircraft              |                                                                           |
| C-135                       | Stratolifter      | Boeing                          | Version de transport du KC-135                                            |
| YC-136                      | Provider          | Fairchild                       | Projet de version améliorée du C-123                                      |
| C-137                       | Stratoliner       | Boeing                          | Désignation des versions militaires de transport du Boeing 707            |
| C-138 et C-139 non assignés |                   |                                 |                                                                           |
| C-140                       |                   | Lockheed                        | Désignation militaire du Lockheed JetStar                                 |
| C-141                       | Starlifter        | Lockheed                        |                                                                           |
| XC-142                      |                   | Ling-Temco-Vought               |                                                                           |

### Avions de reconnaissance
| Designation | Nom             | Constructeur                            | Remarques                                                                             |
| ----------- | --------------- | --------------------------------------- | ------------------------------------------------------------------------------------- |
| F-1         |                 | Fairchild Engine & Airplane Corporation | Désignation militaire du Fairchild 71                                                 |
| F-2         |                 | Beechcraft                              | Désignation militaire du Beechcraft Model 18                                          |
| F-3         |                 | Douglas Aircraft Company                | Conversion en avion de reconnaissance du A-20 Havoc                                   |
| F-4         | Lightning       | Lockheed                                | Version de reconnaissance du P-38                                                     |
| F-5         | Lightning       | Lockheed                                | Version de reconnaissance du P-38                                                     |
| F-6         | Mustang         | North American                          | Version de reconnaissance du P-51                                                     |
| F-7         | Liberator       | Consolidated Aircraft Corporation       | Bombardiers B-24 modifiés en avions de reconnaissance                                 |
| F-8         |                 | de Havilland                            | Conversion du Mosquito                                                                |
| F-9         | Flying Fortress | Boeing                                  | Bombardiers B-17 convertis en avions de reconnaissance                                |
| F-10        | Mitchell        | North American                          | Bombardiers B-25 convertis en avions de reconnaissance                                |
| XF-11       |                 | Hughes Aircraft                         |                                                                                       |
| XF-12       | Rainbow         | Republic Aviation Company               |                                                                                       |
| F-13        | SUperfortress   | Boeing                                  | Bombardiers B-29 convertis en avions de reconnaissance                                |
| F-14        | Shooting Star   | Lockheed                                | Chasseurs P-80 convertis en avions de reconnaissance, ultérieurement redésignés FP-80 |
| F-15        | Reporter        | Northrop                                | Redésigné RF-61 après 1947                                                            |
| XR-16       | Stratofortress  | Boeing                                  | Désignation initialement prévue pour les RB-52B                                       |

### Avions de chasse
| Designation                                                            | Nom             | Constructeur                             | Remarques                                            |
| ---------------------------------------------------------------------- | --------------- | ---------------------------------------- | ---------------------------------------------------- |
| P-1                                                                    | Hawk            | Curtiss Aeroplane and Motor Company      |                                                      |
| P-2                                                                    | Hawk            | Curtiss Aeroplane and Motor Company      |                                                      |
| P-3                                                                    | Hawk            | Curtiss Aeroplane and Motor Company      |                                                      |
| XP-4                                                                   |                 | Boeing                                   |                                                      |
| P-5                                                                    | Hawk            | Curtiss Aeroplane and Motor Company      |                                                      |
| P-6                                                                    | Hawk            | Curtiss Aeroplane and Motor Company      |                                                      |
| XP-7                                                                   |                 | Boeing                                   |                                                      |
| XP-8                                                                   |                 | Boeing                                   |                                                      |
| XP-9                                                                   |                 | Boeing                                   |                                                      |
| XP-10                                                                  |                 | Curtiss                                  |                                                      |
| P-11                                                                   | Hawk            | Curtiss Aeroplane and Motor Company      |                                                      |
| P-12                                                                   |                 | Boeing                                   |                                                      |
| XP-13                                                                  | Viper           | Thomas-Morse                             |                                                      |
| XP-14                                                                  | Viper           | Thomas-Morse                             | Projet de remotorisation du XP-13                    |
| XP-15                                                                  |                 | Boeing                                   |                                                      |
| P-16                                                                   |                 | Berliner-Joyce                           |                                                      |
| XP-17                                                                  | Hawk            | Curtiss Aeroplane and Motor Company      |                                                      |
| XP-18                                                                  |                 | Curtiss Aeroplane and Motor Company      |                                                      |
| XP-19                                                                  |                 | Curtiss Aeroplane and Motor Company      |                                                      |
| YP-20                                                                  | Hawk            | Curtiss Aeroplane and Motor Company      |                                                      |
| XP-21                                                                  |                 | Curtiss Aeroplane and Motor Company      |                                                      |
| XP-22                                                                  | Hawk            | Curtiss Aeroplane and Motor Company      |                                                      |
| XP-23                                                                  | Hawk            | Curtiss Aeroplane and Motor Company      |                                                      |
| YP-24                                                                  |                 | Lockheed                                 |                                                      |
| Y1P-25                                                                 |                 | Consolidated                             |                                                      |
| P-26                                                                   | Peashooter      | Boeing                                   |                                                      |
| YP-27                                                                  |                 | Consolidated                             |                                                      |
| Y1P-28                                                                 |                 | Consolidated                             |                                                      |
| P-29                                                                   |                 | Boeing                                   |                                                      |
| P-30                                                                   |                 | Consolidated                             |                                                      |
| XP-31                                                                  | Swift           | Curtiss-Wright Corporation               |                                                      |
| XP-32                                                                  |                 | Boeing                                   | Projet de remotorisation du P-29                     |
| XP-33                                                                  |                 | Consolidated                             | Version améliorée du P-30                            |
| XP-34                                                                  |                 | Wedell-Williams                          | Jamais construit                                     |
| P-35                                                                   |                 | Seversky                                 |                                                      |
| P-36                                                                   | Hawk            | Curtiss-Wright Corporation               |                                                      |
| XP-37                                                                  | Hawk            | Curtiss-Wright Corporation               | P-36 modifié                                         |
| P-38                                                                   | Lightning       | Lockheed                                 |                                                      |
| P-39                                                                   | Airacobra       | Bell Aircraft Corporation                |                                                      |
| P-40                                                                   | Warhawk         | Curtiss-Wright Corporation               |                                                      |
| XP-41                                                                  |                 | Republic Aviation Company                |                                                      |
| XP-42                                                                  | Hawk            | Curtiss-Wright Corporation               | Modification d'un P-36                               |
| P-43                                                                   | Lancer          | Republic Aviation Company                |                                                      |
| P-44                                                                   | Rocket          | Republic Aviation Company                | Version améliorée du P-43                            |
| P-45                                                                   | Airacobra       | Bell Aircraft Corporation                | Désignation initiale du P-39C                        |
| XP-46                                                                  |                 | Curtiss-Wright Corporation               |                                                      |
| P-47                                                                   | Thunderbolt     | Republic Aviation Company                |                                                      |
| XP-48                                                                  |                 | Douglas Aircraft Company                 |                                                      |
| XP-49                                                                  |                 | Lockheed                                 | Version améliorée du P-38                            |
| XP-50                                                                  |                 | Grumman                                  |                                                      |
| P-51                                                                   | Mustang         | North American                           |                                                      |
| XP-52                                                                  |                 | Bell Aircraft Corporation                |                                                      |
| XP-53                                                                  |                 | Curtiss-Wright Corporation               | Dérivé du XP-46, ancienne désignation du P-60        |
| XP-54                                                                  | Swoose Goose    | Vultee Aircraft                          |                                                      |
| XP-55                                                                  | Ascender        | Curtiss-Wright Corporation               |                                                      |
| XP-56                                                                  | Black Bullet    | Northrop                                 |                                                      |
| XP-57                                                                  | Peashooter      | Tucker Aviation Corporation              |                                                      |
| XP-58                                                                  | Chain Lightning | Lockheed                                 | Amélioration du P-38                                 |
| P-59                                                                   | Airacomet       | Bell Aircraft Corporation                |                                                      |
| P-60                                                                   |                 | Curtiss-Wright Corporation               | Auparavant désigné XP-53                             |
| P-61                                                                   | Black Widow     | Northrop                                 |                                                      |
| XP-62                                                                  |                 | Curtiss-Wright Corporation               |                                                      |
| P-63                                                                   | Kingcobra       | Bell Aircraft Corporation                |                                                      |
| P-64                                                                   |                 | North American                           | Désignation par l'USAAC du North American NA-50      |
| XP-65                                                                  |                 | Grumman                                  | Projet de version améliorée du XP-50                 |
| P-66                                                                   | Vanguard        | Vultee Aircraft                          |                                                      |
| XB-67                                                                  | Bat             | McDonnell Aircraft Corporation           |                                                      |
| XP-68                                                                  | Tornado         | Vultee Aircraft                          |                                                      |
| XP-69                                                                  |                 | Republic Aviation Corporation            |                                                      |
| P-70                                                                   | Nighthawk       | Douglas Aircraft Company                 | Avions d'attaque au sol Douglas A-20 modifiés        |
| XP-71                                                                  |                 | Curtiss-Wright Corporation               |                                                      |
| XP-72                                                                  |                 | Republic Aircraft Corporation            |                                                      |
| XP-73                                                                  |                 | Hughes Aircraft                          | Redésigné XA-37                                      |
| P-74 non assigné                                                       |                 |                                          |                                                      |
| P-75                                                                   | Eagle           | Fisher Body                              |                                                      |
| XP-76                                                                  |                 | Bell Aircraft Corporation                | Jamais construit                                     |
| XP-77                                                                  |                 | Bell Aircraft Corporation                |                                                      |
| XP-78                                                                  | Mustang         | North American                           | Deux P-51 modifiés, redésignés ultérieurement XP-51B |
| XP-79                                                                  |                 | Northrop                                 |                                                      |
| P-80                                                                   | Shootong Star   | Lockheed                                 | Devient F-80 après 1948                              |
| XP-81                                                                  |                 | Consolidated Vultee Aircraft Corporation |                                                      |
| P-82                                                                   | Twin Mustang    | North American                           | Devient F-82 après 1948                              |
| XP-83                                                                  |                 | Bell Aircraft Corporation                |                                                      |
| F-84                                                                   | Thunderjet      | Republic Aviation Company                | Anciennement désigné P-84                            |
| XF-85                                                                  | Goblin          | McDonnell Aircraft Corporation           | Anciennement désigné XP-85                           |
| F-86                                                                   | Sabre           | North American                           | Anciennement désigné P-86                            |
| XF-87                                                                  | Blackhawk       | Curtiss-Wright Aircraft Corporation      | Anciennement désigné XP-87                           |
| XF-88                                                                  | Voodoo          | McDonnell Aircraft Corporation           | Anciennement désigné XP-88                           |
| F-89                                                                   | Scorpion        | Northrop                                 |                                                      |
| XF-90                                                                  |                 | Lockheed                                 |                                                      |
| XF-91                                                                  | Thunderceptor   | Republic Aviation Company                |                                                      |
| XF-92                                                                  |                 | Convair                                  |                                                      |
| YF-93                                                                  |                 | North American                           | Nouvelle désignation du F-86C                        |
| F-94                                                                   | Starfire        | Lockheed                                 |                                                      |
| YF-95                                                                  | Sabre           | North American                           | Redésigné YF-86D                                     |
| YF-96                                                                  | Thunderjet      | Republic Aviation Company                | Modification d'un F-84                               |
| YF-97                                                                  | Starfire        | Lockheed                                 | Ancienne désignation du F-94C                        |
| F-98 : redésignation du missile AIM-4 Falcon en 1951                   |                 |                                          |                                                      |
| F-99 : redésignation du missile CIM-10 Bomarc au début des années 1950 |                 |                                          |                                                      |
| F-100                                                                  | Super Sabre     | North American                           |                                                      |
| F-101                                                                  | Voodoo          | McDonnell Aircraft Corporation           |                                                      |
| F-102                                                                  | Delta Dagger    | Convair                                  |                                                      |
| XF-103                                                                 |                 | Republic Aviation Company                |                                                      |
| F-104                                                                  | Starfighter     | Lockheed                                 |                                                      |
| F-105                                                                  | Thunderchied    | Republic Aviation Company                |                                                      |
| F-106                                                                  | Delta Dart      | Convair                                  |                                                      |
| YF-107                                                                 | Ultra Sabre     | North American                           |                                                      |
| XF-108                                                                 | Rapier          | North American                           | Jamais construit                                     |
| XF-109                                                                 |                 | Bell Aircraft Corporation                | Jamais construit                                     |
| F-110                                                                  | Spectre         | McDonnell Douglas                        | Redésigné F-4 en 1962                                |
| F-111                                                                  | Aardvark        | General Dynamics                         |                                                      |

## Nomenclature Constructeur US NAVY/USMC/ USAF
- A Brewster Aeronautical Corporation
- B Boeing
- C Curtiss-Wright Corporation
- D Douglas Aircraft Company
- E Piper ou Cessna ou Hiller
- F Grumman
- G Goodyear Aircraft Company
- H McDonnell
- J North American Aviation
- K Kaman Aircraft
- L Bell Aircraft
- M General Motors (Eastern Aircraft Div.)
- M Glenn L. Martin Company
- N Naval Aircraft Factory
- O Lockheed
- P Piasecki Helicopter
- R Ryan Aeronautical Company
- S Sikorsky Aircraft Corporation
- T Northrop
- U Vought
- V Vultee, parfois Lockheed
- Y Consolidated, parfois Convair